# Sillim-myeon, Gochang-gun
Sillim-myeon (koreanska: 신림면) är en socken i den sydvästra delen av Sydkorea, 230 km söder om huvudstaden Seoul. Den ligger i kommunen Gochang-gun i provinsen Norra Jeolla.